# Lophiotoma ruthveniana
Lophiotoma ruthveniana é uma espécie de gastrópode do gênero Lophiotoma, pertencente a família Turridae.